# Hirondelle à ceinture blanche
Atticora fasciata
Espèce
Statut de conservation UICN

 LC  : Préoccupation mineure
L'Hirondelle à ceinture blanche (Atticora fasciata) est une espèce de passereaux de la famille des Hirundinidae. C'est une espèce monotypique (non subdivisée en sous-espèces).

## Répartition
Son aire s'étend essentiellement à travers l'Amazonie et le plateau des Guyanes.